# Enfrentamientos en Trípoli (2011)
Los enfrentamientos en Trípoli fueron un suceso ocurrido en Trípoli, capital de Libia, desencadenado por las protestas contra el gobierno de Muamar el Gadafi que acabarían desembocando en revueltas y más tarde en un enfrentamiento militar que acabó expulsando a los rebeldes de la ciudad. Todo ello, fruto del estallido de la rebelión que estalló el día 17 de febrero en muchas ciudades del país.  

## Contexto
Muamar el Gadafi ha gobernado Libia desde el derrocamiento de la monarquía en 1969. En el transcurso de las revueltas y rebeliones en el mundo árabe de 2010 - 2012 se llegaron a dos revoluciones en Túnez y Egipto, ambos limintando con la frontera de Libia, Gadafi informó entonces que todavía estaba todo bajo control, ya que era el gobernante no monárca más antiguo del mundo. Sin embargo, los manifestantes libios comenzaron a protestar propugnando libertad y democracia, ya que el Índice de Percepción de Corrupción de Libia en 2010 fue de 2,2, peor que Túnez y Egipto.